# لیوبوف برولتووا
لیوبوف برولتووا (روسی: Любовь Александровна Брулетова؛ زادهٔ ۱۷ سپتامبر ۱۹۷۳) جودوکار اهل روسیه بود.
وی در مسابقات کشوری و بین‌المللی در مجموع برندهٔ ۱ مدال طلا، ۲ مدال نقره، ۱ مدال برنز شده‌است.